# Rafael Ruelas
Rafael Ruelas (ur. 26 kwietnia 1971) – amerykański bokser, były mistrz świata IBF w kategorii lekkiej.

## Kariera zawodowa
Ruelas jako zawodowiec zadebiutował 17 stycznia 1989 r. W swoim debiutanckim pojedynku zwyciężył jednogłośnie na punkty Marcosa Covarrubiasa. Do końca 1992 r., Ruelas został mistrzem USA stanu Kalifornia, zdobył pas IBF America oraz zdobył dość prestiżowy pas Ameryki Północnej w kategorii piórkowej po zwycięstwie nad byłym mistrzem świata, Steve’em Cruzem. W trakcie tego okresu Ruelas zanotował jedną porażkę, przegrywając przez nokaut w 2. rundzie z Mauro Gutierrezem. Amerykanin w tej walce wstał po wyliczeniu do 10. przez co sędzia musiał przerwać walkę, mimo protestów zespołu Ruelasa. Rok później doszło do rewanżu obu bokserów. Tym razem Ruelas nie pozostawił wątpliwości i pokonał Gutierreza jednogłośnie na punkty. Przed tym pojedynkiem Ruelas pokonał m.in. byłego mistrza świata 2. kategorii wagowych, Rocky’ego Lockridge’a. Jeszcze tego samego roku, Amerykanin pokonał Jorge Paeza, byłego mistrza świata WBO i IBF w kategorii piórkowej.
19 lutego 1994 r., Ruelas otrzymał swoją szansę walki o mistrzostwo świata WBA w kategorii lekkiej. Pokonał jednogłośnie na punkty, po ciężkiej walce Freddiego Pendletona. Ruelas był dwukrotnie na deskach w 1. rundzie, ale zdominował późniejsze rundy, dzięki czemu zapewnił sobie dość wyraźne zwycięstwo. Przed pojedynkiem z Ruelasem, Pendleton pokonał jego byłego rywala – Jorge Paeza. 27 maja, Ruelas obronił po raz 1. zdobyty w lutym tytuł. Pokonał przez techniczny nokaut w 3. rundzie Amerykanina Mike’a Evgena. Kolejną udaną obronę zanotował 28 stycznia 1995 r., zwyciężając po zaciętym pojedynku Billy’ego Schwera, mistrza wspólnoty brytyjskiej i późniejszego mistrza europy w wadze lekkiej. 6 maja doszło do unifikacyjnego pojedynku pomiędzy mistrzem WBO, Oscaren De La Hoyą a Ruelasem. De La Hoya po świetnej kombinacji ciosów w 2. rundzie posłał na deski agresywnie boksującego Ruelasa, który chwilę później był liczony po raz 2. Po 2. liczeniu sędzia przerwał pojedynek, ogłaszając zwycięstwo De La Hoyi przez techniczny nokaut. Po utracie mistrzostwa Ruelas nie zdobył ponownie pasa. W tym okresie pokonał m.in. byłego mistrza świata kategorii lekkiej, Livingstone’a Bramble’a. W 1998 r. przegrał z reprezentantem Australii Konstantinem Cziu przez techniczny nokaut w 9. rundzie. Stawką walki było prawo walki o pas WBC w kategorii junior półśredniej. Ostatnią walkę stoczył 8 sierpnia 1999 r., pokonując Hickleta Lau. W 2001 r. miał jeszcze powrócić na ring, ale doznał kontuzji, która uniemożliwiła mu powrót.